# Mölle GK
Mölle Golfklubb is een golfclub uit Mölle in de Zweedse provincie Skåne län.
De golfclub is opgericht in 1943. Oorspronkelijk had de golfbaan 12 holes, maar in 1959 werd dit aantal uitgebreid tot 18 holes. Men speelt par als men deze holes in 70 slagen speelt. De architect van de golfbaan is Ture Bruce.
In 1984 werd de golfclub door de Vereniging van Golfjournalisten (Zweeds: Föreningen Golfjournalisterna) gekozen tot golfclub van het jaar.